# 于希济
于希济（法語：Uchizy，法語發音：[yʃizi]）是法国索恩-卢瓦尔省的一个市镇，属于马孔区。

## 地理
于希济（46°30'13"N, 4°53'9"E）面积12.49 平方千米，位于法国勃艮第-弗朗什-孔泰大區索恩-卢瓦尔省，该省份为法国中部省份，北起顺时针与科多尔省、汝拉省、安省、罗讷省、卢瓦尔省、阿列省和涅夫勒省接壤。
与于希济接壤的市镇（或旧市镇、城区）包括：阿尔比尼、圣贝尼涅、沙尔多奈、法尔日莱马孔、吕尼、蒙贝莱、普洛特。

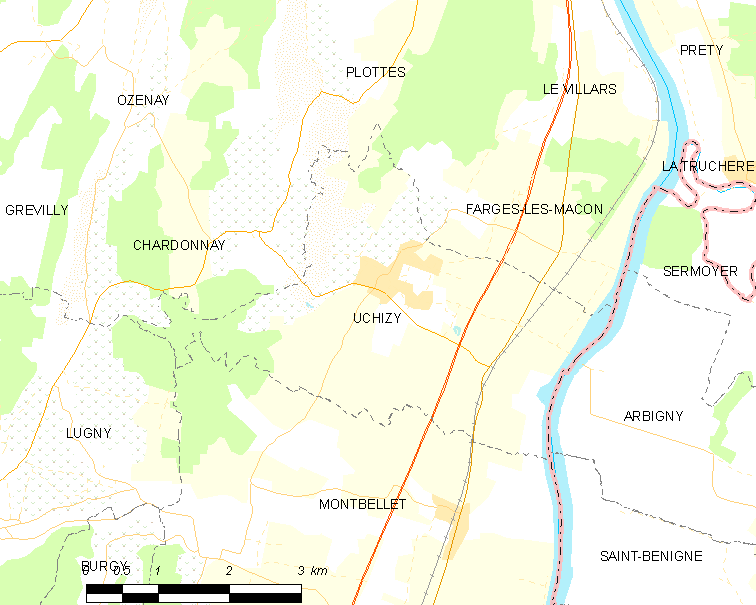
于希济的OSM定位图

于希济的时区为UTC+01:00、UTC+02:00（夏令时）。

## 行政
于希济的邮政编码为71700，INSEE市镇编码为71550。

## 政治
于希济所属的省级选区为图尔尼县。

## 人口

1962-2008年间于希济人口变化图示

于希济于2022年1月1日时的人口数量为812人。